# Monika Kilnarová
Monika Kilnarová (* 8. Oktober 1999) ist eine tschechische Tennisspielerin.

## Karriere
Kilnarová begann mit sieben Jahren das Tennisspielen und bevorzugt Sandplätze. Sie spielt hauptsächlich Turniere auf der ITF Women’s World Tennis Tour, bei der sie bislang sechs Titel im Einzel und einen im Doppel gewann.
2015 gewann Kilnarová zusammen mit Markéta Vondroušová und Anna Slováková den Junioren-Fed-Cup.

## Turniersiege

### Einzel
| Nr. | Datum             | Turnier  | Kategorie   | Belag     | Finalgegnerin      | Ergebnis        |
| --- | ----------------- | -------- | ----------- | --------- | ------------------ | --------------- |
| 1.  | 30. Juli 2017     | Tampere  | ITF $15.000 | Sand      | Marie Benoît       | 7:65, 6:75, 6:4 |
| 2.  | 3. September 2017 | Mrągowo  | ITF $15.000 | Sand      | Marta Leśniak      | 7:5, 1:6, 6:1   |
| 3.  | 1. April 2018     | Iraklio  | ITF $15.000 | Sand      | Lisa Sabino        | 6:3, 6:3        |
| 4.  | 10. Juni 2018     | Doksy    | ITF $25.000 | Sand      | Rebecca Šramková   | 7:65, 6:3       |
| 5.  | 21. März 2021     | Monastir | ITF W15     | Hartplatz | Anastasia Nefedova | 2:6, 6:2, 6:4   |
| 6.  | 2. Mai 2021       | Monastir | ITF W15     | Hartplatz | Daniela Vismane    | 6:4, 7:65       |

### Doppel
| Nr. | Datum        | Turnier         | Kategorie   | Belag     | Partnerin       | Finalgegnerinnen               | Ergebnis         |
| --- | ------------ | --------------- | ----------- | --------- | --------------- | ------------------------------ | ---------------- |
| 1.  | 3. Juni 2017 | Montemor-o-Novo | ITF $15.000 | Hartplatz | Walerija Selewa | Francisca Jorge Marta Oliveira | 3:6, 7:5, [10:2] |